# «Аристократ» із Вапнярки
«Аристократ» із Вапнярки — сатиричний роман українського письменника Олега Чорногуза, який він написав у 1964—1977 роках.

## Сюжет
Євграф Сідалковський — елегантний молодий чоловік із Вапнярки, який вирішив підкоряти столицю. Домовившись із провідницею потягу, він потрапив до польської делегації, що прямувала до Києва. На святі установи «Фіндіпош», що вивчає попит на шапки, один із працівників, побачивши гарний почерк Євграфа, порадив йому влаштуватися на роботу до їхньої установи.
Щоб отримати прописку, Сідалковський одружився з Тамарою — донькою власниці квартири, в якій мешкав. Через шість місяців Тамара народила дитину від іншого, проте Сідалковський після розлучення сплачував аліменти жінці. Його коханкою була сестра Тамари — Надія.

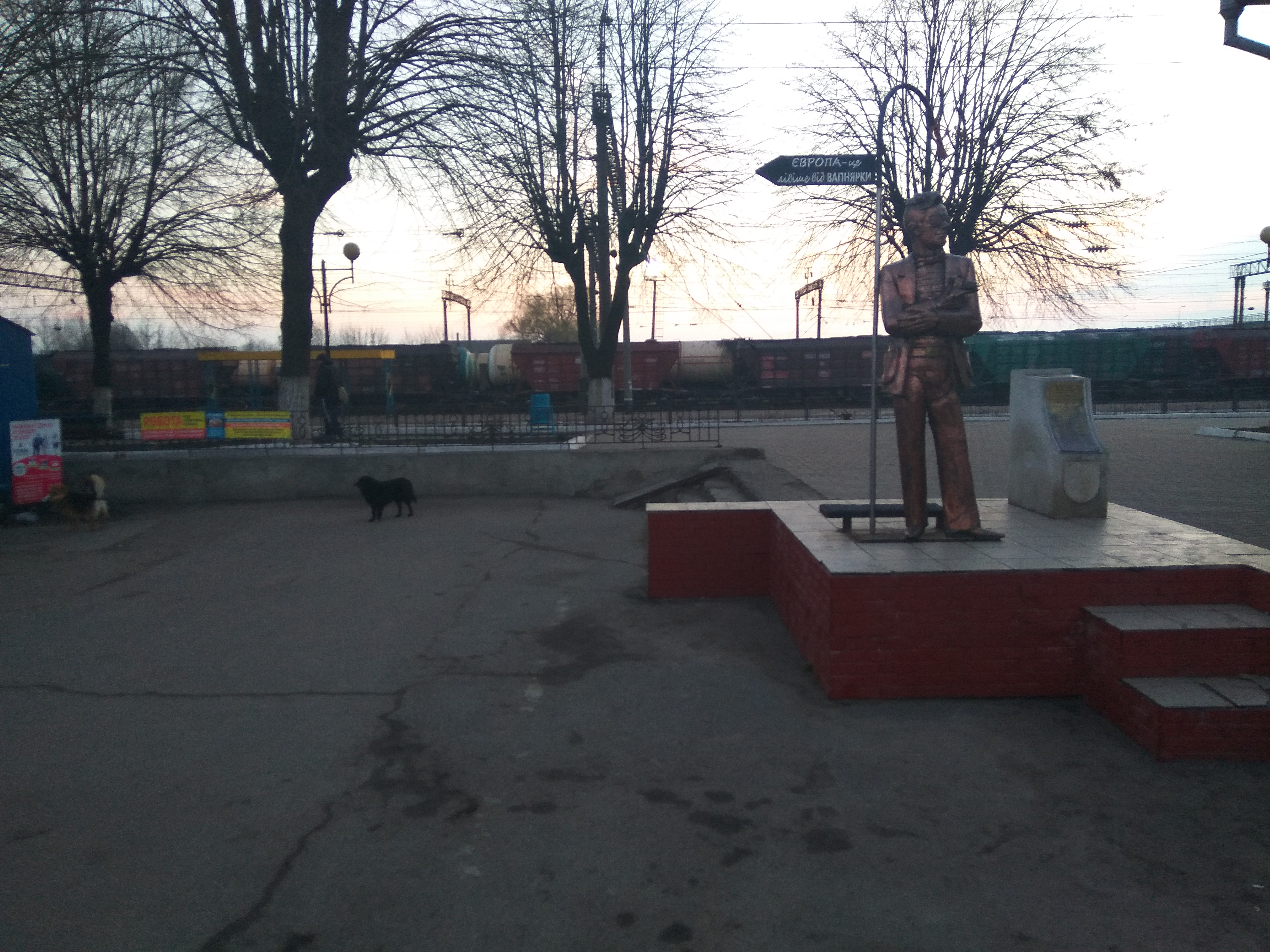
Монумент Євграфу Сідалковському поблизу залізничної станції у Вапнярці

Євграф не планував вдруге одружуватися, про що повідомив її. Жінка на прощання дала йому листа, який було написане на його власне прізвище — Сідалко. В листі мати просила хоч раз провідати її.
Коли один із розлючених працівників, якого нещодавно звільнили з посади, отруїв їжаків і ондатр, на яких ставили досліди в «Фіндіпоші», Сідалковський і Грак вирушили в містечко Спирідонівка для того, щоб упіймати нових піддослідних тварин. Єва Гранат — дружина Адама Баронецького — переслідувала Сідалковського. Коли Євграф розчарувався в розумових здібностях жінки, він не зміг продовжувати з нею стосунків. У Спирідонівці Сідалковський отримав листа, в якому повідомлялося, що його мати померла.

## Головні герої
- Євграф Сідалковський (Сідалко) — головний герой. Має незакінчену вищу освіту (змінював історичний факультет на філологічний). Його пристрасть — дівчата і фрази. Володар каліграфічного почерку;
- Стратон Стратонович Ковбик (Колістрат) — директор «Фіндіпошу»;
- Арій Федорович Нещадим — заступник директора «Фіндіпошу», первісно мав ім'я Андрій;
- Михайло Танасович Ховрашкевич (Михалко) — науковий співробітник «Фіндіпошу», творець «третьої теорії» про виведення «шапкоподібних ондатр» («шепеонів»);
- Даромир Чигиренко-Рєпнінський — художник «Фіндіпошу»;
- Карло Іванович Бубон (Тато Карло) — бухгалтер, первісно мав ім'я Карпо;
- Адам Баронецький (Кухлик) — касир, первісно мав прізвище Баранецький;
- Георг Валеріанович Панчішка (Масик) — очолює відділ гаманцеємності шапки та габаритності голови клієнта;
- Варфоломій Чадюк (Тихолаз) — очолює відділ внутрішньої вичинки;
- Євдокія Капітонівна Карапет (матуся Карапет, Мері) — власниця київської квартири, в якій певний час мешкав Сідалковський. Має трьох доньок — Тамару, вона же Любов (дружина Сідалковського), Віру, та Надію (Ію);
- Єва Гранат (Чуприна) — акторка, дружина Адама Баронецького, Гранат - театральне прізвище, справжнє Чуприна, ставить наголос не на И, а на А;
- Маргарита Ізотівна Дульченко (королева Марго) — секретар-друкарка. Її хобі — збирання рецептів страв. Ненавидить чоловіків;
- Тезя (Зося) Чудловська — кур'єр;
- Євмен Миколайович Грак — ветеринар, «протеже» Сідалковського, чоловік Тезі Чудловської;
- Філарет Карлович Чудловський — батько Тезі. Працював швейцаром у ресторані. Вийшовши на пенсію, поширив легенду про те, що був генералом. За паспортом - Филимон Карпович Чудло.

## Видання
- Чорногуз О. Твори в двох томах, т.2., К., Видавництво художньої літератури «Дніпро», 1986
- Чорногуз О. «Аристократ» із Вапнярки, К., Видавництво Івана Малковича «А-БА-БА-ГА-ЛА-МА-ГА», 2013